# Wolf Steinsieck

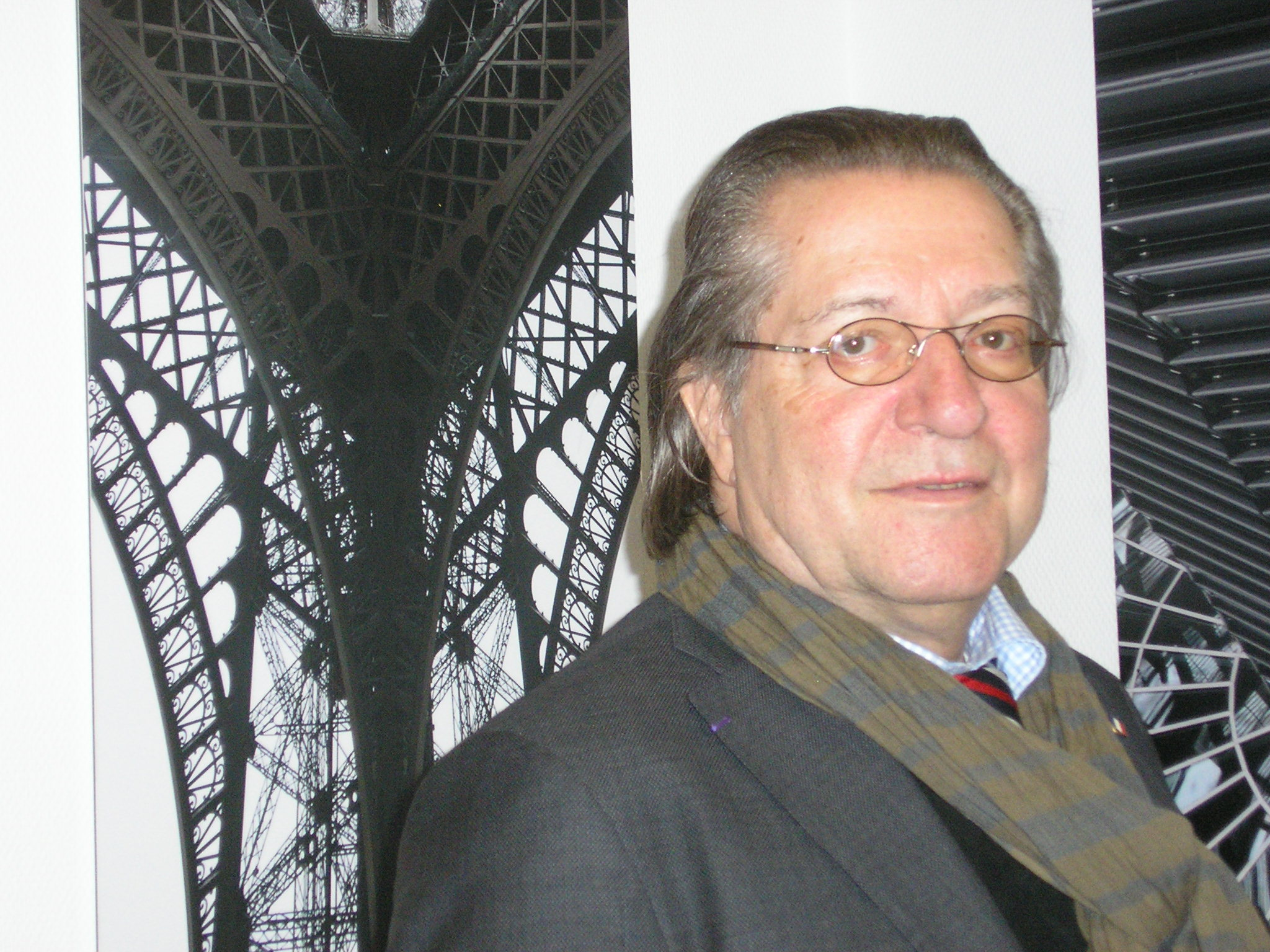
Wolf Steinsieck

Wolf Steinsieck (* 24. Juni 1946) ist ein deutscher Romanist und Übersetzer.

## Leben
Steinsieck verbrachte seine Jugendzeit in Paris und kam mit seinen Eltern 1963 nach Aachen. Nach seinem Abitur am Rhein-Maas-Gymnasium Aachen studierte er Geschichte, Romanistik und Philosophie. Anschließend lehrte er am Institut für Romanische Philologie der RWTH Aachen französische Kultur- und Literaturwissenschaft. Zu seinen Lehr- und Forschungsschwerpunkten zählten insbesondere Seminare und Übungen zur französischen Literatur vom Mittelalter bis zur Romantik, Seminare und Übungen zum Alt- und Mittelfranzösischen, Übungen zur Geschichte, Kulturwissenschaft und Landeskunde Frankreichs, Französisch für Historiker, Erstellung von Lehrmaterialien sowie französische Literatur des Mittelalters, der Renaissance, der Klassik, der Aufklärung und der Französischen Revolution.
Steinsieck war von Januar 2003 bis Januar 2011 Vorsitzender des Vereins Partnerschaftskomitee Aachen-Reims e. V. und war von 2011 bis 2022 stellvertretender Vorsitzender des Vereins. Von Mai 2010 bis August 2015 war Wolf Steinsieck Honorarkonsul der Republik Frankreich für Aachen und die Städteregion Aachen mit Sitz im Haus Matthéy in der Aachener Theaterstraße 67.
Für seine Verdienste um die Verbreitung der französischen Sprache und der französischen Kultur sowie seine Verdienste im Bereich des intellektuellen deutsch-französischen Austausches wurde er im Oktober 2003 mit dem Ordre des Palmes Académiques im Stand eines Chevaliers ausgezeichnet. Darüber hinaus wurde er im August 2019 durch Staatspräsident Macron mit den Insignien eines Chevalier im Ordre national du Mérite geehrt, die ihm am 23. Oktober im Weißen Saal des Aachener Rathaus durch die französische Botschafterin Anne-Marie Descôtes überreicht wurden.
Wolf Steinsieck ist verheiratet mit der Leiterin des Deutsch-Französischen Kulturinstituts und Nachfolgerin ihres Mannes als französische Honorarkonsulin Angelika Ivens, die bereits 2018 mit den Insignien eines Ritters im Ordre National du Mérite ausgezeichnet wurde.

## Schriften
- Wolf Steinsieck: Die Funktion der Reise- und Briefliteratur in der Aufklärung, untersucht am Beispiel der Lettres chinoises des Marquis d'Argens. Mayer, Aachen 1975. ISBN 3-87519-034-3.
- Jean Racine: Phèdre: tragédie en cinq actes. Übersetzt und herausgegeben von Wolf Steinsieck. Reclam,  Stuttgart 1995. ISBN 3-15-000839-5.
- François Rabelais: Gargantua. Übersetzt und kommentiert von Wolf Steinsieck, Nachwort von  Frank-Rutger Hausmann. Reclam, Stuttgart 1992. ISBN 3-15-008764-3.
- Das altfranzösische Rolandslied. Übersetzt und kommentiert von Wolf Steinsieck, Nachwort von Egbert Kaiser. Reclam, Stuttgart 1999. ISBN 3-15-002746-2.
- La Farce de Maître Pierre Pathelin. Übersetzt und kommentiert von Wolf Steinsieck, Nachwort von Konrad  Schoell. Romanistischer Verlag, Bonn 2004. ISBN 3-86143-154-8.
- Kryptische Texte aus der Zeit der französischen Renaissance, Zu den ´Prophéties' von Nostradamus (Michel de Nostredame), in: Eloquentia copiosus Festschrift für Max Kerner zum 65. Geburtstag. Thouet Verlag, Aachen 2006, 225–245, ISBN 978-3-930594-28-3
- François Rabelais: Gargantua, Pantagruel, mit 29 Holzstichen von Gustave Doré. Übersetzt und kommentiert von Wolf Steinsieck, Übersetzung der Verse und Nachwort von Frank-Rutger Hausmann. Reclam, Stuttgart 2013, ISBN 978-3-15-008764-0.